# 鶴岡八幡神社
鶴岡八幡神社（つるおかはちまんじんじゃ）は、福岡県田川郡香春町にある神社。旧社格は郷社。
源為朝が鶴岡八幡宮を勧請して鎮座したと伝えられる。

## 祭神
- 応神天皇
- 神功皇后
- 玉依姫命

## アクセス
- 平成筑豊鉄道田川線勾金駅から徒歩約15分[1]